# Friedrich Braun
Friedrich Wilhelm Braun, más conocido como Fritz (Río de Janeiro, Brasil, 18 de julio de 1941 - Río Claro, São Paulo, 2 de febrero de 2025) fue un jugador brasileño de baloncesto. Jugó en los Juegos Olímpicos de Tokio, en 1964.